# Finestret
Finestret er en by og kommune i departementet Pyrénées-Orientales i Sydfrankrig.

## Geografi
Finestret ligger 41 km vest for Perpignan. Nærmeste byer er mod vest Espira-de-Conflent(2 km), mod nordøst Vinça (5 km) og mod øst Joch (2 km).

## Demografi

### Udvikling i folketal
| 1962                                                              | 1968 | 1975 | 1982 | 1990 | 1999 | 2007 | 2015 | 2017 |
| ----------------------------------------------------------------- | ---- | ---- | ---- | ---- | ---- | ---- | ---- | ---- |
| 227                                                               | 196  | 154  | 143  | 124  | 135  | 149  | 185  | 176  |
| Tal fra og med 1962 er uden dobbelttælling (sans doubles comptes) |      |      |      |      |      |      |      |      |